# Гимнастика на Летњим олимпијским играма 1896 — вратило екипно за мушкарце
Такмичњење на разбоју екипно за мушкарце је било једна од осам гимнастичких дисциплина на програму Олимпијским играма 1896 у Атини.
Такмичење је одржано 9. априла на стадиону Панатинаико. Учествовало је само екипа Немачке која је аутоматски освојила прво место и златну медаљу.

## Резултати
| Место | Екипа   | Вођа екипе  | Гимнастичари |
| ----- | ------- | ----------- | --- |
|       | Немачка | Фриц Хофман | Конрад Бекер, Алфред Флатов, Густав Флатов, Георг Хилмар, Фриц Мантојфел, Карл Нојкирх, Рихард Рештел, Густав Шуфт, Карл Шуман, Херман Вајнгертнер |